# Alexander Dannenberg

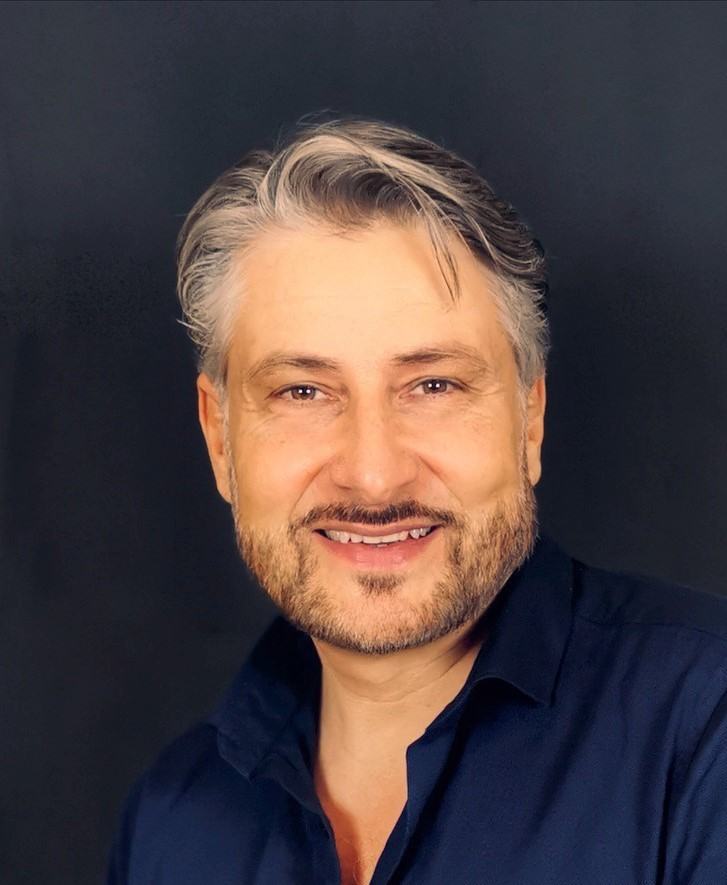
Alexander Dannenberg, 2021

Alexander Dannenberg (* 1967 in Berlin (West)) ist ein deutscher Filmproduzent und Regisseur. Er ist zudem Gründer und CEO der in Berlin ansässigen Entertainment-Firma Cinemakers.

## Leben und Wirken
Alexander Dannenberg verbrachte Kindheit und Jugend in Berlin-Tempelhof. Nach dem Abitur studierte er Geschichte, Klassische Archäologie, Bibliothekswissenschaft und Geschichte an der Freien Universität Berlin und schloss das Studium mit dem Magister Artium im Fach Geschichte ab.
Dannenberg begann seine Karriere im Jahr 1996 nach dem autodidaktischen Studium der Filmwirtschaft und ersten praktischen Erfahrungen. Bekannt wurde er im Medienbereich als Gründer und Produzent der in Berlin ansässigen Entertainment-Firma Cinemakers vor allem durch aufwendige TV-Spielfilmproduktionen wie Entscheidung im Eis (2001), Geliebte Diebin (2002), Es war Mord und ein Dorf schweigt (2005) und Vermisst – Liebe kann tödlich sein (2007). Daneben war er aber auch in der Entwicklung, Finanzierung und Realisierung von nationalen und internationalen Kinoprojekten tätig.
Die von ihm entwickelten Projekte wurden dreimal in Folge für den Deutschen Drehbuchpreis nominiert (2000–2002) Sein Projekt The Far Side Of The Sea gewann 2004 den Deutschen Filmpreis in Gold für das beste noch nicht verfilmte Drehbuch. Auch andere Produktionen erhielten Preise und Auszeichnungen.
Seit 2006 ist Dannenberg Mitglied der International Emmy Academy und war seitdem mehrmals Juror in der Kategorie Best TV-Movie/Mini-Series für die International Emmy Awards.
In den Jahren 2008 bis 2010 war er als Head of Movie Production für alle Spielfilm-Aktivitäten der Grundy UFA verantwortlich. Anschließend wechselte er innerhalb der UFA als Produzent zur Schwesterfirma teamWorx, wo er bis 2012 tätig war. Seitdem wirkt er als freier Produzent und produzierte u. a. für die Constantin Film, RTL Television und die Münchener Rat Pack Film z. B. den mehrfach ausgezeichneten deutschen Fantasyfilm Mara und der Feuerbringer und den internationalen Horrorfilm Prisoners of the Sun unter der Regie von Roger Christian. Außerdem gründete er als Entrepreneur zwei Medien-Startups für Animationstechnologie und automatisierte Sportübertragung.
Neben seinen Spielfilmproduktionen war Dannenberg auch in anderen Medienformaten tätig. Während seiner Zeit als Miteigentümer der Münchener Bumm Film entstanden diverse Comedy-Formate und Kinderprogramme (u. a. Bernd, das Brot für den KiKA) oder auch Original-Hörspiele für Audible, wie Die Zwerge von Markus Heitz oder Bill Bo und seine Bande von der Augsburger Puppenkiste.
Als Co-Produzent war er an der Realisierung der 3. Staffel der vielfach preisgekrönten TV-Serie Das Boot beteiligt und hat damit weltweit erstmalig eine Produktion dieser Größenordnung mit einer Bildauflösung in 8K produziert.

## Filmografie (Auswahl)

### Als Produzent/Co-Produzent
- 1997: Gomez – Kopf oder Zahl (Kinofilm, ZDF)[9]
- 1998: Verführt – Eine gefährliche Affäre (Fernsehfilm, SAT.1)[10]
- 1999: Vom Himmel das Blaue (Fernsehfilm, WDR)
- 2000: Falsche Liebe – Die Internetfalle (Fernsehfilm, SAT.1)
- 2001: Entscheidung im Eis – Eine Frau jagt den Mörder (Fernsehfilm, SAT.1)
- 2002: Geliebte Diebin (Fernsehfilm, PRO 7)
- 2005: Es war Mord und ein Dorf schweigt (Fernsehfilm, SAT.1)
- 2006: Unter Mordverdacht – Ich kämpfe um uns (Fernsehfilm, SAT.1)
- 2009: Meine wunderbare Familie… auf neuen Wegen (Fernsehfilm, ZDF)[11]
- 2010: Meine wunderbare Familie… in anderen Umständen (Fernsehfilm, ZDF)
- 2010: Callgirl Undercover (Fernsehfilm, SAT.1)
- 2013: Casino Merkur / Image Spots I-V (Commercials)
- 2013: Prisoners of the Sun (Kinofilm, DVD)[12]
- 2014: Scouting Sunrise (Dokumentation, DVD)
- 2014: Rübezahl – Die Doku (Dokumentation, DVD)
- 2015: Schaust Du hin? – Gemeinsam gegen häusliche Gewalt (Social Campaign)[13]
- 2015: Mara und der Feuerbringer (Kinofilm, RTL)[14]
- 2017: Der Spielemacher – Paul Gauselmann trifft Mario Adorf (Dokumentation, DVD)
- 2018: Freaks (Virtual Reality, 360°-Produktion)
- 2019: Adhoc Gaming (eSports-Trailer)
- 2022: Das Boot, Staffel 3 (TV-Serie)[15]

### Als Regisseur
- 2014: Scouting Sunrise (Dokumentation, DVD)
- 2018: Freaks (Virtual Reality, 360°-Produktion)
- 2018: Justice – Verstrickt im Netz der Macht (Kinofilm, DVD)[16]
- 2020: Tim Bendzko – Hoch (Olympia Team-D Version) (Musikvideo)[17]

## Preise und Nominierungen
- 1998: Großer Preis der Stadt Lünen 1998 für Gomez – Kopf oder Zahl[18]
- 1999: TV-MOVIE 1999 – erfolgreichstes SAT.1-Movie des Jahres für Verführt
- 2000: Nominierung Deutscher Drehbuchpreis 2000 für Cueless
- 2001: Nominierung Deutscher Drehbuchpreis 2001 für R.I.P.
- 2002: Nominierung Deutscher Drehbuchpreis 2002 für Rungholt
- 2002: Nominierung Deutscher Fernsehpreis 2002 Beste Nebenrolle (Renate Krößner in Geliebte Diebin)
- 2003: Jupiter-Award Beste Schauspielerin 2002 (Bettina Zimmermann in Geliebte Diebin)
- 2004: Deutscher Filmpreis in Gold für bestes noch nicht verfilmtes Drehbuch (Autorin: Marei Gerken, Projekt: The Far Side of the Sea)[19]
- 2006: Berufung in die International Emmy Academy (New York)[20]
- 2010: CMA – Wild and Young Award 2010 Best TV-Movie National (Callgirl Undercover)
- 2015: Prädikat „wertvoll“ der Deutschen Film- und Medienbewertung (FBW) (Mara und der Feuerbringer)
- 2015: RPC Fantasy Award in der Kategorie Jury Awards für den besten deutschen Fantasyfilm (Mara und der Feuerbringer)